# 윤성근 (축구 선수)
윤성근(1986년 3월 24일 ~ )는 대한민국의 전 축구 선수로, 포지션은 공격수였다.